# Чемпіонат України з футболу 2007—2008: вища ліга (склади команд)
У складах клубів подано гравців, які провели щонайменше 1 гру в вищій лізі сезону 2007/08. Прізвища, імена та по батькові футболістів подані згідно з офіційним сайтом ФФУ.

## «Арсенал» (Київ)
Головний тренер: Олександр Заваров
| №            | Футболіст                            | Дата народження   | Країна                           | Ігри     | Голи     |
| Воротарі     | Воротарі                             | Воротарі          | Воротарі                         | Воротарі | Воротарі |
| ------------ | ------------------------------------ | ----------------- | -------------------------------- | -------- | -------- |
| 17           | Деонас Вадим Володимирович           | 25 липня 1975     | Україна                          | 9        | 13п      |
| 1            | Рева Віталій Григорович              | 19 листопада 1974 | Україна                          | 21       | 23п      |
| Захисники    |                                      |                   |                                  |          |          |
|              | Євсєєв Євген Васильович              | 16 квітня 1987    | Україна                          | 10       | 1        |
|              | Беньо Юрій Володимирович             | 25 квітня 1974    | Україна                          | 28       | 0        |
|              | Літовченко Сергій Вікторович         | 30 січня 1979     | Україна                          | 15       | 0        |
|              | Распопов Андрій Миколайович          | 25 червня 1978    | Україна                          | 23       | 0        |
|              | Романчук Олександр Володимирович     | 21 жовтня 1984    | Україна                          | 16       | 0        |
|              | Симоненко Сергій Юрійович            | 12 червня 1981    | Україна                          | 24       | 3        |
|              | Хомин Андрій Михайлович              | 2 січня 1982      | Україна                          | 22       | 0        |
| Півзахисники |                                      |                   |                                  |          |          |
|              | Да Сільва Соуза Алан                 | 9 грудня 1987     | Бразилія                         | 3        | 0        |
|              | Ессола Чамба Пауль Ерве              | 13 грудня 1981    | Франція                          | 27       | 1        |
|              | Заваров Валерій Олександрович        | 16 серпня 1988    | Україна                          | 4        | 0        |
|              | Закарлюка Сергій Володимирович       | 17 серпня 1976    | Україна                          | 27       | 5        |
|              | Захаревич Ярослав Олегович           | 24 вересня 1989   | Україна                          | 3        | 0        |
|              | Кузняцов Сяргей Вячаслававіч         | 3 листопада 1979  | Білорусь                         | 28       | 1        |
|              | Мізін Сергій Григорович              | 25 вересня 1972   | Україна                          | 8        | 1        |
|              | Парфьонов Дмитро Володимирович       | 11 вересня 1974   | Україна                          | 8        | 0        |
|              | Старгородський Артем Сергійович      | 17 січня 1982     | Україна                          | 12       | 1        |
|              | Ярош Руслан Леонідович               | 31 серпня 1979    | Україна                          | 1        | 0        |
| Нападники    |                                      |                   |                                  |          |          |
|              | Біто Сендлей Сідней                  | 20 липня 1983     | Нідерландські Антильські острови | 26       | 2        |
|              | Батальський Олександр Анатолійович   | 28 жовтня 1986    | Україна                          | 3        | 0        |
|              | Данішевський Олександр Володимирович | 23 лютого 1984    | Росія                            | 9        | 0        |
|              | Деметрадзе Георге                    | 26 вересня 1976   | Грузія                           | 18       | 3        |
|              | Дос Сантос Сільва Жоземар            | 18 жовтня 1980    | Бразилія                         | 28       | 4        |
|              | Лисенко Володимир Володимирович      | 20 квітня 1988    | Україна                          | 9        | 3        |
|              | Рибальченко Вадим Валерійович        | 24 листопада 1988 | Україна                          | 1        | 0        |
|              | Селезньов Євген Олександрович        | 20 липня 1985     | Україна                          | 24       | 17       |

## «Ворскла» (Полтава)
Головні тренери: Анатолій Момот (18 матчів), Микола Павлов (12 матчів)
| №            | Футболіст                       | Дата народження   | Країна             | Ігри     | Голи     |
| Воротарі     | Воротарі                        | Воротарі          | Воротарі           | Воротарі | Воротарі |
| ------------ | ------------------------------- | ----------------- | ------------------ | -------- | -------- |
|              | Долганський Сергій Миколайович  | 15 вересня 1974   | Україна            | 28       | 25п      |
|              | Остапенко Олег Володимирович    | 27 жовтня 1977    | Україна            | 2        | 5п       |
| Захисники    |                                 |                   |                    |          |          |
|              | Даллку Арменд                   | 16 червня 1983    | Албанія            | 27       | 0        |
|              | Джурічіч Саша                   | 1 серпня 1979     | Хорватія           | 12       | 0        |
|              | Медведєв Геннадій Миколайович   | 7 лютого 1975     | Україна            | 29       | 0        |
|              | Цуррі Дебатік                   | 28 грудня 1983    | Албанія            | 28       | 6        |
|              | Чеснаков Володимир Геннадійович | 12 листопада 1988 | Україна            | 2        | 0        |
|              | Чижов Олександр Олександрович   | 10 серпня 1986    | Україна            | 24       | 0        |
| Півзахисники |                                 |                   |                    |          |          |
|              | Єсін Дмитро Олександрович       | 15 квітня 1980    | Україна            | 12       | 2        |
|              | Главіна Деніс                   | 3 березня 1986    | Хорватія           | 26       | 3        |
|              | Деспотовський Філіп             | 18 листопада 1982 | Північна Македонія | 9        | 0        |
|              | Дяченко Сергій Анатолійович     | 22 листопада 1984 | Україна            | 1        | 0        |
|              | Клімов Василь Ігорович          | 26 червня 1986    | Україна            | 1        | 0        |
|              | Кравченко Сергій Сергійович     | 24 квітня 1983    | Україна            | 26       | 5        |
|              | Кулаков Денис Єрмилович         | 1 травня 1986     | Україна            | 18       | 0        |
|              | Маркоський Йован                | 23 червня 1980    | Сербія             | 26       | 2        |
|              | Платонов Валентин Вікторович    | 15 січня 1977     | Україна            | 3        | 0        |
|              | Пуканич Адріан Миколайович      | 22 червня 1983    | Україна            | 9        | 0        |
|              | Стойміровіч Александар          | 11 грудня 1982    | Сербія             | 3        | 0        |
|              | Цихмейструк Едуард Миколайович  | 24 червня 1973    | Україна            | 6        | 0        |
|              | Ярмаш Григорій Петрович         | 4 січня 1985      | Україна            | 28       | 1        |
| Нападники    |                                 |                   |                    |          |          |
|              | Артюх Сергій Валентинович       | 29 липня 1985     | Україна            | 3        | 0        |
|              | Груміч Мірослав                 | 29 червня 1984    | Сербія             | 19       | 3        |
|              | Лікіою Каталін Сергіу           | 20 січня 1981     | Румунія            | 2        | 0        |
|              | Левига Руслан Іванович          | 31 січня 1983     | Україна            | 3        | 0        |
|              | Лубенець Максим Олексійович     | 28 липня 1986     | Україна            | 2        | 0        |
|              | Чичиков Олексій Григорович      | 30 вересня 1987   | Україна            | 12       | 3        |
|              | Швець Ігор Богданович           | 14 березня 1985   | Україна            | 7        | 0        |
|              | Янузі Ахмед                     | 8 липня 1988      | Албанія            | 23       | 1        |

## «Динамо» (Київ)
Головні тренери: Анатолій Дем'яненко (9 матчів), Йожеф Сабо (6 матчів), Олег Лужний (3 матчі), Юрій Сьомін (12 матчів)
| №            | Футболіст                           | Дата народження   | Країна     | Ігри     | Голи     |
| Воротарі     | Воротарі                            | Воротарі          | Воротарі   | Воротарі | Воротарі |
| ------------ | ----------------------------------- | ----------------- | ---------- | -------- | -------- |
| 21           | Луценко Тарас Володимирович         | 1 лютого 1974     | Україна    | 4        | 2п       |
| 55           | Рибка Олександр Євгенійович         | 10 квітня 1987    | Україна    | 4        | 3п       |
| 1            | Шовковський Олександр Володимирович | 2 січня 1975      | Україна    | 22       | 21п      |
| Захисники    |                                     |                   |            |          |          |
| 27           | Ващук Владислав Вікторович          | 2 січня 1975      | Україна    | 17       | 0        |
| 32           | Гавранчіч Горан                     | 2 серпня 1978     | Сербія     | 11       | 0        |
| 3            | Діакат Папа Маліку                  | 21 червня 1984    | Франція    | 16       | 0        |
| 98           | Допілка Олег Васильович             | 12 березня 1986   | Україна    | 7        | 0        |
| 30           | Ель Каддурі Бадр                    | 31 січня 1981     | Марокко    | 17       | 1        |
| 29           | Мандзюк Віталій Васильович          | 24 січня 1986     | Україна    | 5        | 0        |
| 81           | Марковіч Мар'ян                     | 28 вересня 1981   | Сербія     | 16       | 2        |
| 26           | Несмачний Андрій Миколайович        | 28 лютого 1979    | Україна    | 17       | 0        |
| 44           | Да Коста Родріго Балдассо           | 27 серпня 1980    | Бразилія   | 6        | 0        |
| 24           | Федорів Віталій Миколайович         | 21 жовтня 1987    | Україна    | 4        | 0        |
| 2            | Федоров Сергій Владиславович        | 18 лютого 1975    | Україна    | 3        | 0        |
| Півзахисники |                                     |                   |            |          |          |
| 8            | Алієв Олександр Олександрович       | 3 лютого 1985     | Україна    | 10       | 3        |
| 8            | Бялькевіч Валянцін Мікалаєвіч       | 27 січня 1973     | Білорусь   | 2        | 0        |
| 4            | Гіоане Тіберіу                      | 18 червня 1981    | Румунія    | 25       | 7        |
| 20           | Гусєв Олег Анатолійович             | 25 квітня 1983    | Україна    | 20       | 2        |
| 15           | Пачеко да Фонтура Діого Аугусто     | 18 квітня 1980    | Бразилія   | 13       | 4        |
| 7            | Корреа Карлос Родріго               | 29 грудня 1980    | Бразилія   | 25       | 2        |
| 42           | Мілько Вадим Іванович               | 22 серпня 1986    | Україна    | 1        | 0        |
| 11           | Перейра да Сільва Міхаель Андерсон  | 16 лютого 1983    | Бразилія   | 8        | 3        |
| 17           | Михалик Тарас Володимирович         | 28 жовтня 1983    | Україна    | 16       | 1        |
| 77           | Морозюк Микола Миколайович          | 17 січня 1988     | Україна    | 4        | 0        |
| 36           | Нінковіч Мілош                      | 25 грудня 1984    | Сербія     | 17       | 2        |
| 58           | Олійник Денис Вікторович            | 16 червня 1987    | Україна    | 1        | 1        |
| 5            | Ребров Сергій Станіславович         | 3 червня 1974     | Україна    | 9        | 1        |
| 14           | Ротань Руслан Петрович              | 29 жовтня 1981    | Україна    | 10       | 0        |
| 37           | Юссуф Атанда Аїла                   | 4 листопада 1984  | Нігерія    | 15       | 1        |
| Нападники    |                                     |                   |            |          |          |
| 10           | Бангура Ісмаель                     | 2 січня 1985      | Гвінея     | 20       | 15       |
| 49           | Зозуля Роман Вячеславович           | 17 листопада 1989 | Україна    | 1        | 0        |
| 9            | Де Соуза Фрейтас Клебер Джакомасе   | 12 серпня 1983    | Бразилія   | 9        | 0        |
| 22           | Кравець Артем Анатолійович          | 3 червня 1989     | Україна    | 11       | 3        |
| 19           | Лисенко Володимир Володимирович     | 20 квітня 1988    | Україна    | 2        | 0        |
| 25           | Мілевський Артем Володимирович      | 12 січня 1985     | Україна    | 21       | 5        |
| 18           | Фаркаш Балаж                        | 24 квітня 1988    | Угорщина   | 1        | 0        |
| 16           | Шацьких Максим Олександрович        | 30 серпня 1978    | Узбекистан | 23       | 10       |
| 70           | Ярмоленко Андрій Миколайович        | 23 жовтня 1989    | Україна    | 1        | 1        |

## «Дніпро» (Дніпропетровськ)
Головний тренер: Олег Протасов
| №            | Футболіст                        | Дата народження   | Країна     | Ігри     | Голи     |
| Воротарі     | Воротарі                         | Воротарі          | Воротарі   | Воротарі | Воротарі |
| ------------ | -------------------------------- | ----------------- | ---------- | -------- | -------- |
|              | Кернозенко Вячеслав Сергійович   | 4 червня 1976     | Україна    | 25       | 24п      |
|              | Куслій Артем Володимирович       | 7 липня 1981      | Україна    | 1        | 0п       |
|              | Старцев Максим Олександрович     | 20 січня 1980     | Україна    | 5        | 3п       |
| Захисники    |                                  |                   |            |          |          |
|              | Єщенко Андрій Олегович           | 9 лютого 1984     | Росія      | 14       | 0        |
|              | Грицай Олександр Анатолійович    | 30 вересня 1977   | Україна    | 21       | 1        |
|              | Дєнісов Віталій Гєннадьєвіч      | 23 лютого 1987    | Узбекистан | 24       | 0        |
|              | Матюхін Сергій Володимирович     | 21 березня 1980   | Україна    | 2        | 0        |
|              | Русол Андрій Анатолійович        | 16 січня 1983     | Україна    | 28       | 0        |
|              | Свідерський Вячеслав Михайлович  | 1 січня 1979      | Україна    | 6        | 0        |
|              | Шершун Богдан Миколайович        | 14 травня 1981    | Україна    | 27       | 1        |
| Півзахисники |                                  |                   |            |          |          |
|              | Андрієнко Денис Андрійович       | 12 квітня 1980    | Україна    | 23       | 0        |
|              | Бартуловіч Младен                | 5 жовтня 1986     | Хорватія   | 11       | 0        |
|              | Гусєв Ролан Олександрович        | 17 вересня 1977   | Росія      | 11       | 0        |
|              | Канкава Джаба Георгійович        | 18 березня 1986   | Грузія     | 22       | 3        |
|              | Кобахідзе Александер             | 11 лютого 1987    | Грузія     | 1        | 0        |
|              | Кравченко Костянтин Сергійович   | 24 вересня 1986   | Україна    | 12       | 1        |
|              | Льопа Дмитро Сергійович          | 23 листопада 1988 | Україна    | 27       | 3        |
|              | Максимов Олександр Олександрович | 13 лютого 1985    | Україна    | 3        | 0        |
|              | Назаренко Сергій Юрійович        | 16 лютого 1980    | Україна    | 27       | 9        |
|              | Ротань Руслан Петрович           | 29 жовтня 1981    | Україна    | 8        | 0        |
|              | Феррейра Осмар Даніель           | 9 січня 1983      | Аргентина  | 7        | 0        |
|              | Холек Маріо                      | 28 жовтня 1986    | Чехія      | 11       | 1        |
|              | Шелаєв Олег Миколайович          | 5 листопада 1976  | Україна    | 22       | 2        |
| Нападники    |                                  |                   |            |          |          |
|              | Балабанов Костянтин Олексійович  | 13 серпня 1982    | Україна    | 1        | 0        |
|              | Воробєй Андрій Олексійович       | 29 листопада 1978 | Україна    | 26       | 7        |
|              | Карнілєнка Сяргєй Аляксандравіч  | 14 червня 1983    | Білорусь   | 9        | 0        |
|              | Коноплянка Євгеній Олегович      | 29 вересня 1989   | Україна    | 2        | 0        |
|              | Мазілу Йонуц Костінел            | 9 лютого 1982     | Румунія    | 8        | 1        |
|              | Самодін Сергій Олександрович     | 14 лютого 1985    | Росія      | 27       | 8        |
|              | Шахов Євген Євгенович            | 30 листопада 1990 | Україна    | 5        | 0        |

## «Закарпаття» (Ужгород)
Головні тренери: Петро Кушлик (10 матчів), Володимир Шаран (16 матчів), Володимир Васютик (4 матчі)
| №            | Футболіст                        | Дата народження   | Країна   | Ігри     | Голи     |
| Воротарі     | Воротарі                         | Воротарі          | Воротарі | Воротарі | Воротарі |
| ------------ | -------------------------------- | ----------------- | -------- | -------- | -------- |
|              | Бабенко Дмитро Олегович          | 28 червня 1978    | Україна  | 26       | 37п      |
|              | Надь Олександр Арпадович         | 2 вересня 1985    | Україна  | 1        | 5п       |
|              | Романенко Всеволод Вадимович     | 24 березня 1977   | Україна  | 5        | 12п      |
| Захисники    |                                  |                   |          |          |          |
|              | Аладашвілі Кахабер               | 11 серпня 1983    | Грузія   | 10       | 0        |
|              | Вишняк Ярослав Васильович        | 22 липня 1982     | Україна  | 8        | 0        |
|              | Донець Андрій Анатолійович       | 3 січня 1981      | Україна  | 19       | 1        |
|              | Края Ервіс                       | 26 червня 1983    | Албанія  | 9        | 1        |
|              | Кривошеєв Олексій Анатолійович   | 22 лютого 1984    | Україна  | 16       | 0        |
|              | Чижевський Олександр Арсенійович | 27 травня 1971    | Україна  | 28       | 0        |
|              | Чучман Ігор Романович            | 15 лютого 1985    | Україна  | 12       | 0        |
|              | Шуга Іван Семенович              | 7 лютого 1977     | Україна  | 4        | 0        |
| Півзахисники |                                  |                   |          |          |          |
|              | Єсін Сергій Олександрович        | 2 квітня 1975     | Україна  | 26       | 0        |
|              | Браіла Володимир Леонідович      | 21 серпня 1978    | Україна  | 25       | 0        |
|              | Вітошинський Андрій Юрійович     | 21 лютого 1981    | Україна  | 7        | 0        |
|              | Домбрайе Едді Лорд               | 11 листопада 1979 | Нігерія  | 4        | 0        |
|              | Зелді Сергій Володимирович       | 13 червня 1986    | Україна  | 1        | 0        |
|              | Козоріз Іван Миколайович         | 14 вересня 1979   | Україна  | 26       | 4        |
|              | Ксьонз Павло Сергійович          | 2 січня 1987      | Україна  | 22       | 1        |
|              | Микуляк Владислав Степанович     | 30 серпня 1984    | Україна  | 27       | 0        |
|              | Пісний Андрій Миколайович        | 20 вересня 1980   | Україна  | 8        | 0        |
|              | Поповіч Мінья                    | 23 січня 1983     | Сербія   | 2        | 0        |
|              | Шопін Ігор Вікторович            | 15 червня 1978    | Україна  | 24       | 0        |
|              | Ярош Руслан Леонідович           | 31 серпня 1979    | Україна  | 12       | 0        |
| Нападники    |                                  |                   |          |          |          |
|              | Бабич Костянтин Миколайович      | 6 травня 1975     | Україна  | 9        | 1        |
|              | Бундаш Мирослав Омелянович       | 22 грудня 1976    | Україна  | 23       | 4        |
|              | Бурий Олександр Васильович       | 16 червня 1983    | Україна  | 19       | 0        |
|              | Діденко Анатолій Олександрович   | 9 червня 1982     | Україна  | 9        | 1        |
|              | Марцваладзе Отар                 | 14 липня 1984     | Грузія   | 17       | 1        |
|              | Невуче Чарлз Ннаемека            | 14 березня 1985   | Нігерія  | 7        | 0        |
|              | Платон Руслан Сергійович         | 12 січня 1982     | Україна  | 11       | 2        |

## «Зоря» (Луганськ)
Головні тренери: Олександр Косевич (21 матч), Анатолій Волобуєв (9 матчів)
| №            | Футболіст                      | Дата народження   | Країна   | Ігри     | Голи     |
| Воротарі     | Воротарі                       | Воротарі          | Воротарі | Воротарі | Воротарі |
| ------------ | ------------------------------ | ----------------- | -------- | -------- | -------- |
|              | Бажан Ігор Миколайович         | 2 грудня 1981     | Україна  | 14       | 18п      |
|              | Комарицький Андрій Андрійович  | 2 лютого 1982     | Україна  | 8        | 14п      |
|              | Тлумак Андрій Богданович       | 7 березня 1979    | Україна  | 7        | 11п      |
| Захисники    |                                |                   |          |          |          |
|              | Гаврюшов Андрій Валерійович    | 24 вересня 1977   | Україна  | 6        | 0        |
|              | Дун'їч Дарко                   | 8 лютого 1981     | Сербія   | 22       | 1        |
|              | Конюшенко Андрій Вікторович    | 2 квітня 1977     | Україна  | 20       | 1        |
|              | Коротецький Ігор Олександрович | 13 вересня 1987   | Україна  | 8        | 0        |
|              | Петковіч Ігор                  | 3 вересня 1983    | Сербія   | 4        | 0        |
|              | Половков Олександр Іванович    | 4 жовтня 1979     | Україна  | 17       | 0        |
|              | Пул'їз Юріца                   | 13 грудня 1979    | Хорватія | 10       | 1        |
|              | Савін Артем Сергійович         | 20 січня 1981     | Україна  | 15       | 0        |
|              | Ховбоша Дмитро Вікторович      | 5 лютого 1989     | Україна  | 4        | 0        |
|              | Храмцов Олексій Володимирович  | 8 листопада 1975  | Україна  | 27       | 1        |
|              | Цімакурідзе Гіоргі             | 10 листопада 1983 | Грузія   | 9        | 1        |
| Півзахисники |                                |                   |          |          |          |
|              | Бредун Євген Дмитрович         | 10 вересня 1982   | Україна  | 6        | 0        |
|              | Буньєвчевич Мирко              | 5 лютого 1978     | Сербія   | 19       | 2        |
|              | Бурдулі Владімер               | 26 жовтня 1980    | Грузія   | 19       | 0        |
|              | Бабай Шпетім                   | 9 грудня 1981     | Хорватія | 6        | 0        |
|              | Горбушин Дмитро Андрійович     | 31 травня 1986    | Україна  | 8        | 0        |
|              | Казанков Віталій Юрійович      | 26 квітня 1984    | Україна  | 1        | 0        |
|              | Луценко Євген Валентинович     | 10 листопада 1980 | Україна  | 17       | 3        |
|              | Платонов Валентин Вікторович   | 15 січня 1977     | Україна  | 14       | 0        |
|              | Сікорський Ігор Олександрович  | 29 липня 1988     | Україна  | 2        | 0        |
|              | Салі Тауфік                    | 21 серпня 1979    | Туніс    | 8        | 0        |
|              | Скоба Ігор Олегович            | 21 травня 1982    | Україна  | 5        | 1        |
|              | Цихмейструк Едуард Миколайович | 24 червня 1973    | Україна  | 16       | 1        |
|              | Шевчук Сергій Миколайович      | 18 червня 1985    | Україна  | 8        | 0        |
|              | Шмаков Євгеній Вікторович      | 7 червня 1985     | Україна  | 15       | 1        |
| Нападники    |                                |                   |          |          |          |
|              | Антонов Олексій Геннадійович   | 8 травня 1986     | Україна  | 9        | 1        |
|              | Бровкін Дмитро Валерійович     | 11 травня 1984    | Україна  | 17       | 4        |
|              | Воробей Дмитро Сергійович      | 10 травня 1985    | Україна  | 21       | 3        |
|              | Голопьоров Владислав Юрійович  | 10 жовтня 1983    | Україна  | 1        | 0        |
|              | Костюк Василь Євгенович        | 9 лютого 1989     | Україна  | 2        | 0        |
|              | Онєкачі Нвоа                   | 28 лютого 1983    | Нігерія  | 8        | 1        |
|              | Поповічі Александру            | 9 квітня 1977     | Молдова  | 14       | 0        |
|              | Целих Юрій Миколайович         | 18 квітня 1979    | Україна  | 17       | 1        |

## «Карпати» (Львів)
Головні тренери: Олександр Іщенко (8 матчів), Валерій Яремченко (22 матчі)
| №            | Футболіст                      | Дата народження   | Країна   | Ігри     | Голи     |
| Воротарі     | Воротарі                       | Воротарі          | Воротарі | Воротарі | Воротарі |
| ------------ | ------------------------------ | ----------------- | -------- | -------- | -------- |
|              | Ломая Георгі                   | 8 серпня 1979     | Грузія   | 1        | 4п       |
|              | Мартищук Юрій Васильович       | 22 квітня 1986    | Україна  | 20       | 21п      |
|              | Налепа Мацей Павел             | 31 березня 1978   | Польща   | 11       | 16п      |
| Захисники    |                                |                   |          |          |          |
|              | Іщенко Микола Анатолійович     | 9 березня 1983    | Україна  | 26       | 0        |
|              | Лапко Микола Романович         | 11 жовтня 1976    | Україна  | 4        | 0        |
|              | Лащенков Сергій Миколайович    | 24 березня 1980   | Молдова  | 21       | 0        |
|              | Петрівський Тарас Степанович   | 3 лютого 1984     | Україна  | 13       | 1        |
|              | Пшеничних Сергій Миколайович   | 19 листопада 1981 | Україна  | 25       | 0        |
|              | Федорів Володимир Миколайович  | 29 липня 1985     | Україна  | 24       | 0        |
|              | Шкред Олег Васильович          | 1 жовтня 1982     | Україна  | 1        | 0        |
|              | Юрєвіч Аляксандр Владзіміравіч | 8 серпня 1979     | Білорусь | 10       | 0        |
| Півзахисники |                                |                   |          |          |          |
|              | Годвін Самсон                  | 11 листопада 1983 | Нігерія  | 28       | 0        |
|              | Голодюк Олег Юрійович          | 2 січня 1988      | Україна  | 2        | 0        |
|              | Женюх Олег Васильович          | 22 березня 1987   | Україна  | 16       | 0        |
|              | Кірильчик Павел Васільєвіч     | 4 січня 1981      | Білорусь | 23       | 2        |
|              | Кобін Василь Васильович        | 24 травня 1985    | Україна  | 27       | 4        |
|              | Кополовець Михайло Михайлович  | 29 січня 1984     | Україна  | 25       | 0        |
|              | Луцик Антон Васильович         | 25 березня 1987   | Україна  | 3        | 0        |
|              | Мартинюк Ярослав Петрович      | 20 лютого 1989    | Україна  | 1        | 0        |
|              | Ощипко Ігор Дмитрович          | 25 жовтня 1985    | Україна  | 8        | 1        |
|              | Сучков Аляксєй Вячаслававіч    | 10 червня 1981    | Білорусь | 11       | 0        |
|              | Ткачук Андрій Миколайович      | 18 листопада 1987 | Україна  | 13       | 1        |
|              | Худоб'як Ігор Ярославович      | 20 лютого 1985    | Україна  | 29       | 4        |
| Нападники    |                                |                   |          |          |          |
|              | Роша Батіста Вільям            | 27 липня 1980     | Бразилія | 13       | 4        |
|              | Зеньов Сергей                  | 20 квітня 1989    | Естонія  | 11       | 0        |
|              | Ковєль Лєанід Лєанідавіч       | 29 липня 1986     | Білорусь | 16       | 6        |
|              | Кожанов Денис Станіславович    | 13 червня 1987    | Україна  | 10       | 0        |
|              | Омельченко Олексій Сергійович  | 20 червня 1989    | Україна  | 1        | 0        |
|              | Фещук Максим Ігорович          | 25 листопада 1985 | Україна  | 22       | 5        |

## «Кривбас» (Кривий Ріг)
Головний тренер: Олег Таран
| №            | Футболіст                          | Дата народження   | Країна   | Ігри     | Голи     |
| Воротарі     | Воротарі                           | Воротарі          | Воротарі | Воротарі | Воротарі |
| ------------ | ---------------------------------- | ----------------- | -------- | -------- | -------- |
|              | Боровик Євген Анатолійович         | 2 березня 1985    | Україна  | 11       | 14п      |
|              | Остапенко Олег Володимирович       | 27 жовтня 1977    | Україна  | 1        | 3п       |
|              | Хіді Іслі                          | 15 жовтня 1980    | Албанія  | 18       | 22п      |
| Захисники    |                                    |                   |          |          |          |
|              | Грановський Олександр Анатолійович | 11 березня 1976   | Україна  | 10       | 0        |
|              | Ковальчук Петро Ярославович        | 28 травня 1984    | Україна  | 8        | 0        |
|              | Котелюх Олег Дмитрович             | 19 червня 1979    | Україна  | 19       | 0        |
|              | Лисицький Віталій Сергійович       | 16 квітня 1982    | Україна  | 26       | 2        |
|              | Матюхін Сергій Володимирович       | 21 березня 1980   | Україна  | 7        | 0        |
|              | Ндрека Генрі                       | 27 березня 1983   | Албанія  | 12       | 0        |
|              | Опря Анатолій Олександрович        | 25 листопада 1977 | Україна  | 28       | 3        |
|              | Радченко Олександр Борисович       | 19 липня 1976     | Україна  | 15       | 0        |
|              | Сахнюк Григорій Вікторович         | 11 січня 1987     | Україна  | 1        | 0        |
|              | Шагойка Олександр Олександрович    | 27 липня 1980     | Білорусь | 11       | 0        |
| Півзахисники |                                    |                   |          |          |          |
|              | Ібанда Патрік Гійом                | 5 вересня 1978    | Камерун  | 3        | 0        |
|              | Бартуловіч Младен                  | 5 жовтня 1986     | Хорватія | 10       | 1        |
|              | Булку Ервін                        | 3 березня 1981    | Албанія  | 19       | 0        |
|              | Биликбаші Доріан                   | 8 серпня 1980     | Албанія  | 29       | 7        |
|              | Грицук Василь Васильович           | 21 листопада 1987 | Україна  | 3        | 0        |
|              | Костишин Руслан Володимирович      | 8 січня 1977      | Україна  | 24       | 2        |
|              | Мельник Віктор Володимирович       | 11 серпня 1980    | Україна  | 27       | 1        |
|              | Пашаєв Максим Вагіфович            | 4 січня 1988      | Україна  | 29       | 1        |
|              | Ражков Ігар Аляксандравіч          | 24 червня 1981    | Білорусь | 17       | 0        |
| Нападники    |                                    |                   |          |          |          |
|              | Іващенко Олександр Володимирович   | 19 лютого 1985    | Україна  | 13       | 1        |
|              | Мелащенко Олександр Петрович       | 13 грудня 1978    | Україна  | 21       | 1        |
|              | Мотуз Сергій Сергійович            | 6 липня 1982      | Україна  | 26       | 7        |
|              | Сачко Василь Вікторович            | 3 травня 1975     | Україна  | 27       | 3        |

## «Металіст» (Харків)
Головний тренер: Мирон Маркевич
| №            | Футболіст                      | Дата народження   | Країна             | Ігри     | Голи     |
| Воротарі     | Воротарі                       | Воротарі          | Воротарі           | Воротарі | Воротарі |
| ------------ | ------------------------------ | ----------------- | ------------------ | -------- | -------- |
|              | Горяінов Олександр Сергійович  | 29 червня 1975    | Україна            | 24       | 17п      |
|              | Тлумак Андрій Богданович       | 7 березня 1979    | Україна            | 6        | 10п      |
| Захисники    |                                |                   |                    |          |          |
|              | Бабич Олександр Олександрович  | 15 лютого 1979    | Україна            | 17       | 1        |
|              | Бордіян Віталі                 | 11 серпня 1984    | Молдова            | 30       | 1        |
|              | Ганчаржик Северин Даніель      | 22 листопада 1981 | Польща             | 27       | 1        |
|              | Курілов Олексій Миколайович    | 24 квітня 1988    | Україна            | 1        | 0        |
|              | Лазаревський Владе             | 9 червня 1983     | Північна Македонія | 3        | 0        |
|              | Мадуфі Гішам                   | 5 серпня 1983     | Марокко            | 4        | 0        |
|              | Обрадовіч Мілан                | 3 серпня 1977     | Сербія             | 25       | 1        |
|              | Папа Гуйе                      | 7 червня 1984     | Сенегал            | 29       | 0        |
| Півзахисники |                                |                   |                    |          |          |
|              | Барілко Сергій Володимирович   | 5 січня 1987      | Україна            | 2        | 0        |
|              | Валяєв Сергій Валентинович     | 16 вересня 1978   | Україна            | 26       | 2        |
|              | Данілав Аляксандр Анатольєвіч  | 10 вересня 1980   | Білорусь           | 9        | 0        |
|              | Девіч Марко                    | 27 жовтня 1983    | Україна            | 27       | 19       |
|              | Де Ласерда Апаресіда Едмар     | 16 червня 1980    | Бразилія           | 22       | 2        |
|              | Костюк Сергій Володимирович    | 5 березня 1986    | Україна            | 1        | 0        |
|              | Поступаленко Антон Андрійович  | 28 серпня 1988    | Україна            | 1        | 0        |
|              | Ребенок Павло Вікторович       | 23 липня 1985     | Україна            | 2        | 0        |
|              | Рикун Олександр Валерійович    | 6 травня 1978     | Україна            | 30       | 1        |
|              | Слюсар Валентин Васильович     | 15 вересня 1977   | Україна            | 28       | 6        |
|              | Тришович Александар            | 25 листопада 1983 | Сербія             | 7        | 0        |
| Нападники    |                                |                   |                    |          |          |
|              | Антонов Олексій Геннадійович   | 8 травня 1986     | Україна            | 18       | 2        |
|              | Діденко Анатолій Олександрович | 9 червня 1982     | Україна            | 9        | 1        |
|              | Давидов Сергій Вікторович      | 16 грудня 1984    | Україна            | 4        | 0        |
|              | Джакобія Лаша                  | 20 серпня 1980    | Грузія             | 4        | 0        |
|              | Авеліно Коельо Джексон         | 28 лютого 1986    | Бразилія           | 11       | 3        |
|              | Зезе Венанс                    | 17 червня 1981    | Кот-д'Івуар        | 28       | 4        |
|              | Нвоа Онєкачі                   | 28 лютого 1983    | Нігерія            | 17       | 3        |
|              | Фомін Руслан Миколайович       | 2 березня 1986    | Україна            | 8        | 3        |

## «Металург» (Донецьк)
Головні тренери: Йос Дарден (18 матчів), Сергій Ященко (5 матчів), Ніколай Костов (7 матчів)
| №            | Футболіст                         | Дата народження   | Країна      | Ігри     | Голи     |
| Воротарі     | Воротарі                          | Воротарі          | Воротарі    | Воротарі | Воротарі |
| ------------ | --------------------------------- | ----------------- | ----------- | -------- | -------- |
|              | Воробйов Дмитро Олександрович     | 27 серпня 1977    | Україна     | 3        | 6п       |
|              | Дішлєнковіч Владімір              | 2 липня 1981      | Сербія      | 27       | 33п      |
| Захисники    |                                   |                   |             |          |          |
|              | Аракелян Арарат                   | 1 лютого 1984     | Вірменія    | 7        | 2        |
|              | Білозор Сергій Володимирович      | 15 липня 1979     | Україна     | 22       | 1        |
|              | Бусаіді Аніс                      | 10 квітня 1981    | Туніс       | 8        | 0        |
|              | Гаврюшов Андрій Валерійович       | 24 вересня 1977   | Україна     | 15       | 0        |
|              | Грубеліч Марко                    | 23 вересня 1980   | Сербія      | 16       | 0        |
|              | Мельник Вадим Васильович          | 16 травня 1980    | Україна     | 5        | 0        |
|              | Незірі Боян                       | 26 лютого 1982    | Сербія      | 3        | 0        |
|              | Ткаченко Сергій Вікторович        | 10 лютого 1979    | Україна     | 6        | 1        |
|              | Фернандес Артола Даніель          | 20 січня 1983     | Іспанія     | 12       | 0        |
|              | Чечер Вячеслав Леонідович         | 15 грудня 1980    | Україна     | 28       | 1        |
| Півзахисники |                                   |                   |             |          |          |
|              | Іванко Віталій Миколайович        | 9 квітня 1992     | Україна     | 1        | 0        |
|              | Да Сільва Соуза Алан              | 9 грудня 1987     | Бразилія    | 13       | 0        |
|              | Булут Ерол                        | 30 жовтня 1976    | Німеччина   | 18       | 0        |
|              | Воловик Олександр Ігорович        | 28 жовтня 1985    | Україна     | 4        | 0        |
|              | Гавриш Віталій Володимирович      | 18 березня 1986   | Україна     | 2        | 0        |
|              | Гвозденовіч Іван                  | 19 серпня 1978    | Сербія      | 9        | 1        |
|              | Глад Марсіо                       | 23 вересня 1980   | Бразилія    | 2        | 1        |
|              | Гомес Гарсія Рубен Марсело        | 26 січня 1984     | Аргентина   | 16       | 1        |
|              | Данілав Аляксандр Анатольєвіч     | 10 вересня 1980   | Білорусь    | 8        | 0        |
|              | Даниловський Сергій Юрійович      | 20 серпня 1981    | Україна     | 22       | 0        |
|              | Пачеко де Олівейра Сержіо         | 7 червня 1981     | Бразилія    | 10       | 0        |
|              | Де Соуза Жозе Леандро             | 14 травня 1985    | Бразилія    | 4        | 0        |
|              | Джіре Абдулає                     | 28 лютого 1981    | Кот-д'Івуар | 3        | 0        |
|              | Касьянов Артем Андрійович         | 20 квітня 1983    | Україна     | 9        | 0        |
|              | Круіфф Йохан Йорді                | 9 лютого 1974     | Нідерланди  | 15       | 0        |
|              | Мелконян Самвел                   | 15 березня 1984   | Вірменія    | 8        | 0        |
|              | Міту Дан Маріус                   | 10 вересня 1976   | Румунія     | 10       | 1        |
|              | Рістіч Братіслав                  | 21 січня 1980     | Сербія      | 1        | 0        |
|              | Романенко Володимир Олександрович | 8 червня 1985     | Україна     | 11       | 0        |
|              | Сапай Вадим Вікторович            | 7 лютого 1986     | Україна     | 9        | 0        |
|              | Ситнік Олександр Сергійович       | 7 липня 1984      | Україна     | 15       | 0        |
|              | Рібейро Фернандес Рікардо         | 21 квітня 1978    | Португалія  | 10       | 1        |
| Нападники    |                                   |                   |             |          |          |
|              | Ікедія Піус Нельсон               | 11 липня 1980     | Нігерія     | 3        | 0        |
|              | Гонсалвеш да Сільва Аілтон        | 19 липня 1973     | Бразилія    | 2        | 1        |
|              | Рамос Вог Пауло Сезар             | 7 лютого 1977     | Бразилія    | 6        | 0        |
|              | Косирін Олександр Михайлович      | 18 червня 1977    | Україна     | 26       | 17       |
|              | Мендоса Асеведо Андрес Аугусто    | 26 квітня 1978    | Перу        | 9        | 3        |
|              | Окодува Еммануель Осеї            | 21 листопада 1983 | Нігерія     | 7        | 1        |
|              | Тимченко Ігор Вікторович          | 16 січня 1986     | Україна     | 10       | 1        |

## «Металург» (Запоріжжя)
Головний тренер: Анатолій Чанцев
| №            | Футболіст                          | Дата народження   | Країна   | Ігри     | Голи     |
| Воротарі     | Воротарі                           | Воротарі          | Воротарі | Воротарі | Воротарі |
| ------------ | ---------------------------------- | ----------------- | -------- | -------- | -------- |
|              | Богуш Станіслав Олександрович      | 25 жовтня 1983    | Україна  | 11       | 11п      |
|              | Постранський Віталій Михайлович    | 2 серпня 1977     | Україна  | 19       | 21п      |
| Захисники    |                                    |                   |          |          |          |
|              | Квірквелія Дато                    | 27 червня 1980    | Грузія   | 18       | 2        |
|              | Кривцов Сергій Андрійович          | 15 березня 1991   | Україна  | 4        | 0        |
|              | Лозінський Євгеній Петрович        | 7 лютого 1982     | Україна  | 0        | 0        |
|              | Невмивака Дмитро Васильович        | 19 березня 1984   | Україна  | 28       | 0        |
|              | Перішіч Драган                     | 27 жовтня 1979    | Сербія   | 2        | 0        |
|              | Польовий Володимир Олександрович   | 28 липня 1985     | Україна  | 28       | 0        |
|              | Семененко Артем Андрійович         | 2 вересня 1988    | Україна  | 3        | 0        |
|              | Цігарав Ян Аляксандравіч           | 10 березня 1984   | Білорусь | 29       | 0        |
|              | Челядзінський Арцьом Віктаравіч    | 29 грудня 1977    | Білорусь | 28       | 3        |
| Півзахисники |                                    |                   |          |          |          |
|              | Аржанов Володимир Олександрович    | 29 листопада 1985 | Україна  | 27       | 2        |
|              | Вернидуб Віталій Юрійович          | 17 жовтня 1987    | Україна  | 18       | 3        |
|              | Гай Антон Анатолійович             | 25 лютого 1986    | Україна  | 7        | 0        |
|              | Годін Олексій Вячеславович         | 2 лютого 1983     | Україна  | 25       | 1        |
|              | Кашевський Микола Миколайович      | 5 жовтня 1980     | Білорусь | 26       | 1        |
|              | Кривий Максим Вікторович           | 18 травня 1988    | Україна  | 1        | 0        |
|              | Луценко Роман Васильович           | 20 січня 1985     | Україна  | 3        | 0        |
|              | Любарський Руслан Миколайович      | 29 вересня 1973   | Україна  | 20       | 0        |
|              | Пісоцький Євген Валерійович        | 22 квітня 1987    | Україна  | 15       | 0        |
|              | Смірнов Денис Анатолійович         | 18 червня 1975    | Україна  | 1        | 0        |
|              | Степаненко Тарас Миколайович       | 8 серпня 1989     | Україна  | 23       | 1        |
| Нападники    |                                    |                   |          |          |          |
|              | Кабанов Тарас Володимирович        | 23 січня 1981     | Україна  | 15       | 3        |
|              | Лазарович Тарас Михайлович         | 22 квітня 1982    | Україна  | 25       | 3        |
|              | Сілюк Сергій Володимирович         | 5 червня 1985     | Україна  | 25       | 4        |
|              | Сантрапинських Євген Костянтинович | 21 жовтня 1987    | Україна  | 5        | 0        |

## «Нафтовик-Укрнафта» (Охтирка)
Головні тренери: Сергій Шевченко (5 матчів), Віктор Іщенко (1 матч), Валерій Городов (24 матчі)
| №            | Футболіст                       | Дата народження   | Країна   | Ігри     | Голи     |
| Воротарі     | Воротарі                        | Воротарі          | Воротарі | Воротарі | Воротарі |
| ------------ | ------------------------------- | ----------------- | -------- | -------- | -------- |
|              | Величко Сергій Миколайович      | 9 серпня 1976     | Україна  | 12       | 14п      |
|              | Куслій Артем Володимирович      | 7 липня 1981      | Україна  | 13       | 14п      |
|              | Мельничук Андрій Ярославович    | 14 листопада 1978 | Україна  | 6        | 10п      |
| Захисники    |                                 |                   |          |          |          |
|              | Баришніков Євген Віталійович    | 1 серпня 1988     | Україна  | 1        | 0        |
|              | Валуца Едуард                   | 9 квітня 1979     | Молдова  | 6        | 0        |
|              | Давидов Олег Олегович           | 29 березня 1982   | Україна  | 3        | 0        |
|              | Зайчук Владислав Леонідович     | 15 листопада 1980 | Україна  | 17       | 1        |
|              | Карпенко Сергій Васильович      | 19 травня 1981    | Україна  | 19       | 0        |
|              | Котелюх Олег Дмитрович          | 19 червня 1979    | Україна  | 0        | 0        |
|              | Куценко Андрій Сергійович       | 30 травня 1979    | Україна  | 7        | 0        |
|              | Монахов Антон Олександрович     | 31 січня 1982     | Україна  | 22       | 0        |
|              | Нєфєдов Валєнтін Валєнтіновіч   | 23 лютого 1982    | Росія    | 19       | 0        |
|              | Олефір Володимир Андрійович     | 26 лютого 1980    | Україна  | 7        | 1        |
|              | Птачик Олег Іванович            | 14 листопада 1981 | Україна  | 8        | 1        |
|              | Сердюк Вячеслав Олександрович   | 28 січня 1985     | Україна  | 23       | 1        |
| Півзахисники |                                 |                   |          |          |          |
|              | Іванов Олексій Володимирович    | 9 січня 1978      | Україна  | 22       | 1        |
|              | Бідненко Руслан Михайлович      | 20 липня 1981     | Україна  | 6        | 0        |
|              | Баковіч Бранко                  | 31 серпня 1981    | Сербія   | 7        | 0        |
|              | Дедечко Денис Михайлович        | 2 липня 1987      | Україна  | 10       | 1        |
|              | Зейналов Руслан Бахтіярович     | 19 червня 1982    | Україна  | 2        | 0        |
|              | Кікоть Андрій Ярославович       | 7 червня 1984     | Україна  | 14       | 0        |
|              | Котенко Іван Петрович           | 28 квітня 1985    | Україна  | 22       | 1        |
|              | Кретов Анатолій Вікторович      | 22 липня 1976     | Україна  | 22       | 0        |
|              | Кучис Аурімас                   | 22 лютого 1981    | Литва    | 10       | 1        |
|              | Олійник Денис Вікторович        | 16 червня 1987    | Україна  | 14       | 1        |
|              | Пісний Андрій Миколайович       | 20 вересня 1980   | Україна  | 7        | 0        |
|              | Снитко Сергій Миколайович       | 31 березня 1975   | Україна  | 14       | 0        |
|              | Харченко Вадим Степанович       | 7 грудня 1975     | Україна  | 14       | 0        |
|              | Шарпар В'ячеслав Володимирович  | 2 червня 1987     | Україна  | 10       | 0        |
| Нападники    |                                 |                   |          |          |          |
|              | Єсип Богдан Борисович           | 2 серпня 1978     | Україна  | 17       | 0        |
|              | Балабанов Костянтин Олексійович | 13 серпня 1982    | Україна  | 10       | 0        |
|              | Гігіадзе Васіл                  | 3 червня 1977     | Грузія   | 13       | 0        |
|              | Кирилов Вадим Васильович        | 2 червня 1981     | Україна  | 5        | 0        |
|              | Каракевич Роман Васильович      | 13 листопада 1981 | Україна  | 23       | 8        |
|              | Товкацький Василь Сергійович    | 14 січня 1983     | Україна  | 2        | 0        |
|              | Шептицький Олег Романович       | 1 вересня 1986    | Україна  | 10       | 1        |

## «Таврія» (Сімферополь)
Головний тренер: Михайло Фоменко
| №            | Футболіст                      | Дата народження   | Країна   | Ігри     | Голи     |
| Воротарі     | Воротарі                       | Воротарі          | Воротарі | Воротарі | Воротарі |
| ------------ | ------------------------------ | ----------------- | -------- | -------- | -------- |
|              | Дикань Андрій Олександрович    | 16 липня 1977     | Україна  | 12       | 14п      |
|              | Козаченко Дмитро Анатолійович  | 11 січня 1982     | Україна  | 2        | 2п       |
|              | Тодіч Саша                     | 26 березня 1974   | Сербія   | 16       | 24п      |
| Захисники    |                                |                   |          |          |          |
|              | Ільницький Тарас Іванович      | 4 березня 1983    | Україна  | 19       | 1        |
|              | Бойко Андрій Борисович         | 27 квітня 1981    | Україна  | 25       | 0        |
|              | Вейкутіс Аудрюс                | 23 липня 1979     | Литва    | 1        | 0        |
|              | Добре Лучіан Міхаіл            | 25 вересня 1978   | Румунія  | 5        | 0        |
|              | Зельмікас Ірмартас             | 3 січня 1980      | Литва    | 7        | 0        |
|              | Ліньов Явгеній Владзіміравіч   | 27 жовтня 1980    | Білорусь | 2        | 0        |
|              | Назаров Дмитро Аркадійович     | 3 серпня 1977     | Україна  | 11       | 1        |
|              | Омоко Оровіанор Гаррісон       | 12 грудня 1981    | Нігерія  | 14       | 0        |
|              | Першин Олександр Валентинович  | 23 червня 1977    | Україна  | 18       | 0        |
|              | Стоян Денис Анатолійович       | 24 серпня 1981    | Україна  | 12       | 0        |
| Півзахисники |                                |                   |          |          |          |
|              | Васіляускас Неріюс             | 20 червня 1977    | Литва    | 2        | 0        |
|              | Галюза Ілля Сергійович         | 16 листопада 1979 | Україна  | 27       | 1        |
|              | Голайдо Денис Олександрович    | 3 червня 1984     | Україна  | 29       | 0        |
|              | Де Ласерда Апаресіда Едмар     | 16 червня 1980    | Бразилія | 5        | 2        |
|              | Йокшас Андрюс                  | 12 січня 1979     | Литва    | 21       | 3        |
|              | Ковальчук Кирило Сергійович    | 11 червня 1986    | Україна  | 3        | 0        |
|              | Кутарба Герман Васильович      | 10 вересня 1978   | Росія    | 5        | 0        |
|              | Любенович Желько               | 9 липня 1981      | Сербія   | 28       | 5        |
|              | Марковіч Слободан              | 9 листопада 1978  | Сербія   | 17       | 0        |
|              | Хайдучек Павел                 | 17 травня 1982    | Польща   | 12       | 1        |
| Нападники    |                                |                   |          |          |          |
|              | Ідахор Ісі Лаки                | 30 серпня 1980    | Нігерія  | 30       | 7        |
|              | Гоменюк Володимир Михайлович   | 19 липня 1985     | Україна  | 30       | 14       |
|              | Зборовський Андрій Олегович    | 25 лютого 1986    | Україна  | 17       | 0        |
|              | Ковпак Олександр Олександрович | 2 лютого 1983     | Україна  | 26       | 3        |

## ФК «Харків»
Головний тренер: Володимир Безсонов
| №            | Футболіст                          | Дата народження | Країна       | Ігри     | Голи     |
| Воротарі     | Воротарі                           | Воротарі        | Воротарі     | Воротарі | Воротарі |
| ------------ | ---------------------------------- | --------------- | ------------ | -------- | -------- |
|              | Худжамов Рустам Махмудкулович      | 5 жовтня 1982   | Україна      | 30       | 32п      |
| Захисники    |                                    |                 |              |          |          |
|              | Аладашвілі Кахабер                 | 11 серпня 1983  | Грузія       | 8        | 0        |
|              | Березовчук Андрій Володимирович    | 16 квітня 1981  | Україна      | 27       | 2        |
|              | Карамушка Олег Олександрович       | 30 квітня 1984  | Україна      | 5        | 0        |
|              | Комарницький Віталій Станіславович | 2 серпня 1981   | Україна      | 20       | 0        |
|              | Панкавец Аляксєй Юр'євіч           | 18 квітня 1981  | Білорусь     | 19       | 0        |
|              | Соколенко Андрій Євгенович         | 8 червня 1978   | Україна      | 25       | 1        |
| Півзахисники |                                    |                 |              |          |          |
|              | Білий Максим Іванович              | 27 квітня 1989  | Україна      | 27       | 2        |
|              | Городов Олексій Анатолійович       | 28 серпня 1978  | Україна      | 19       | 0        |
|              | Грінченко Микола Володимирович     | 27 лютого 1986  | Україна      | 4        | 0        |
|              | Гунчак Руслан Іванович             | 9 серпня 1979   | Україна      | 29       | 5        |
|              | Мілько Вадим Іванович              | 22 серпня 1986  | Україна      | 12       | 0        |
|              | Максимов Олександр Олександрович   | 13 лютого 1985  | Україна      | 1        | 0        |
|              | Овеков Гуванчмухамед               | 2 лютого 1981   | Туркменістан | 12       | 0        |
|              | Самборський Володимир Сергійович   | 29 серпня 1985  | Україна      | 15       | 2        |
|              | Смалько Андрій Олексійович         | 22 січня 1981   | Україна      | 13       | 0        |
|              | Сучков Аляксєй Вячаслававіч        | 10 червня 1981  | Білорусь     | 11       | 0        |
|              | Федецький Артем Андрійович         | 26 квітня 1985  | Україна      | 24       | 5        |
|              | Чеберячко Євгеній Олександрович    | 19 червня 1983  | Україна      | 29       | 0        |
| Нападники    |                                    |                 |              |          |          |
|              | Ібрагім Абдулає                    | 25 липня 1986   | Того         | 12       | 0        |
|              | Роша Батіста Вільям                | 27 липня 1980   | Бразилія     | 8        | 1        |
|              | Піхур Олександр Віталійович        | 25 серпня 1982  | Україна      | 14       | 0        |
|              | Платон Руслан Сергійович           | 12 січня 1982   | Україна      | 13       | 1        |
|              | Рібейро Андерсон Мендес            | 2 липня 1981    | Бразилія     | 26       | 1        |

## «Чорноморець» (Одеса)
Головний тренер: Віталій Шевченко
| №            | Футболіст                          | Дата народження   | Країна   | Ігри     | Голи     |
| Воротарі     | Воротарі                           | Воротарі          | Воротарі | Воротарі | Воротарі |
| ------------ | ---------------------------------- | ----------------- | -------- | -------- | -------- |
|              | Руденко Віталій Миколайович        | 26 січня 1981     | Україна  | 29       | 32п      |
|              | Ширяєв Євген Юрійович              | 22 лютого 1984    | Україна  | 1        | 1п       |
| Захисники    |                                    |                   |          |          |          |
|              | Вільямарін Аргуедас Едгар Гаррі    | 1 квітня 1982     | Перу     | 8        | 0        |
|              | Гіменез Даміан Жоель               | 26 лютого 1982    | Італія   | 27       | 0        |
|              | Гришко Дмитро Сергійович           | 2 грудня 1985     | Україна  | 18       | 2        |
|              | Гуменюк Олег Анатолійович          | 3 травня 1983     | Україна  | 7        | 0        |
|              | Корнєв Андрій Володимирович        | 1 листопада 1978  | Україна  | 16       | 0        |
|              | Лозо Ігор                          | 2 березня 1984    | Хорватія | 1        | 0        |
|              | Нижегородов Геннадій Олександрович | 7 червня 1977     | Росія    | 27       | 0        |
|              | Шандрук Олег Миколайович           | 30 січня 1983     | Україна  | 12       | 0        |
|              | Яценко Олександр Іванович          | 24 лютого 1985    | Україна  | 17       | 0        |
| Півзахисники |                                    |                   |          |          |          |
|              | Білецький Максим Андрійович        | 7 січня 1980      | Україна  | 28       | 1        |
|              | Васкез Майдана Родріго Себастьян   | 4 листопада 1980  | Уругвай  | 22       | 4        |
|              | Даниловський Сергій Юрійович       | 20 серпня 1981    | Україна  | 1        | 0        |
|              | Де ла Аса Уркуіза Паоло Жанкарлос  | 30 листопада 1983 | Перу     | 22       | 2        |
|              | Зотов Олександр Сергійович         | 23 лютого 1975    | Україна  | 24       | 0        |
|              | Кирильчик Павло Васильович         | 4 січня 1981      | Білорусь | 1        | 0        |
|              | Кірлік Андрій Яношевич             | 21 листопада 1974 | Україна  | 5        | 0        |
|              | Карицька Владзімір Міхайлавіч      | 6 липня 1979      | Білорусь | 28       | 8        |
|              | Політило Сергій Олегович           | 9 січня 1989      | Україна  | 5        | 0        |
|              | Полтавець Валентин Миколайович     | 18 квітня 1975    | Україна  | 7        | 2        |
|              | Прийомов Володимир Володимирович   | 2 січня 1986      | Україна  | 7        | 0        |
|              | Шищенко Сергій Юрійович            | 13 січня 1976     | Україна  | 27       | 1        |
|              | Ярошенко Костянтин Юрійович        | 12 вересня 1986   | Україна  | 3        | 0        |
| Нападники    |                                    |                   |          |          |          |
|              | Бугайов Ігор Віталійович           | 26 червня 1984    | Молдова  | 3        | 1        |
|              | Валєєв Рінар Салаватович           | 22 серпня 1987    | Україна  | 11       | 0        |
|              | Васін Денис Геннадійович           | 4 березня 1989    | Україна  | 3        | 0        |
|              | Венглінський Олег Миколайович      | 21 березня 1978   | Україна  | 21       | 1        |
|              | Йовановіч Марко                    | 21 жовтня 1978    | Сербія   | 3        | 0        |
|              | Левига Руслан Іванович             | 31 січня 1983     | Україна  | 6        | 0        |
|              | Мельо Сільвейра Альваро Алехандро  | 13 травня 1979    | Уругвай  | 18       | 5        |
|              | Фернандес Пєдра Хосе Карлос        | 14 травня 1983    | Перу     | 2        | 0        |

## «Шахтар» (Донецьк)
Головний тренер: Мірча Луческу
| №            | Футболіст                        | Дата народження   | Країна   | Ігри     | Голи     |
| Воротарі     | Воротарі                         | Воротарі          | Воротарі | Воротарі | Воротарі |
| ------------ | -------------------------------- | ----------------- | -------- | -------- | -------- |
| 30           | Пятов Андрій Валерійович         | 28 червня 1984    | Україна  | 23       | 16п      |
| 1            | Шуст Богдан Романович            | 4 березня 1986    | Україна  | 5        | 6п       |
| 12           | Шутков Дмитро Анатолійович       | 3 квітня 1972     | Україна  | 2        | 2п       |
| Захисники    |                                  |                   |          |          |          |
| 55           | Єзерський Володимир Іванович     | 15 листопада 1976 | Україна  | 13       | 1        |
| 11           | Перейра Діас Жуніор Ілсон        | 12 жовтня 1985    | Бразилія | 20       | 5        |
| 5            | Кучер Олександр Миколайович      | 22 жовтня 1982    | Україна  | 21       | 1        |
| 26           | Рац Дінча Разван                 | 26 травня 1981    | Румунія  | 19       | 2        |
| 33           | Срна Дарійо                      | 1 травня 1982     | Хорватія | 28       | 0        |
| 3            | Хюбшман Томаш                    | 4 вересня 1981    | Чехія    | 20       | 0        |
| 27           | Чигринський Дмитро Анатолійович  | 7 листопада 1986  | Україна  | 27       | 3        |
| 13           | Шевчук В'ячеслав Анатолійович    | 13 травня 1979    | Україна  | 12       | 0        |
| Півзахисники |                                  |                   |          |          |          |
| 22           | Боржес да Сільва Вілліан         | 9 серпня 1988     | Бразилія | 20       | 0        |
| 10           | Вукіч Звонімір                   | 19 липня 1979     | Сербія   | 4        | 0        |
| 19           | Гай Олексій Анатолійович         | 6 листопада 1982  | Україна  | 14       | 2        |
| 4            | Дуляй Ігор                       | 29 жовтня 1979    | Сербія   | 14       | 1        |
| 8            | Родрігес да Сільва Жадсон        | 5 жовтня 1983     | Бразилія | 27       | 7        |
| 23           | Кравченко Костянтин Сергійович   | 24 вересня 1986   | Україна  | 9        | 2        |
| 18           | Левандовський Маріуш             | 18 травня 1979    | Польща   | 18       | 1        |
| 28           | Полянський Олексій Володимирович | 12 квітня 1986    | Україна  | 1        | 0        |
| 37           | Ткаченко Сергій Вікторович       | 10 лютого 1979    | Україна  | 1        | 0        |
| 7            | Роза Фернандо Луіз               | 4 травня 1985     | Бразилія | 29       | 11       |
| Нападники    |                                  |                   |          |          |          |
| 17           | Соуза да Сільва Луіс Адріано     | 12 квітня 1987    | Бразилія | 13       | 4        |
| 20           | Бєлік Олексій Григорович         | 15 лютого 1981    | Україна  | 2        | 0        |
| 25           | Лемос да Сільва Еваеверсон       | 16 червня 1980    | Бразилія | 25       | 12       |
| 21           | Гладкий Олександр Миколайович    | 24 серпня 1987    | Україна  | 29       | 17       |
| 9            | Кастільо Нері Альберто           | 13 червня 1984    | Мексика  | 8        | 0        |
| 99           | Лукареллі Крістіано              | 4 жовтня 1975     | Італія   | 12       | 4        |
| 29           | Маріка Чіпріан Андрей            | 2 жовтня 1985     | Румунія  | 1        | 0        |
| 15           | Прийомов Володимир Володимирович | 2 січня 1986      | Україна  | 2        | 0        |
| 24           | Фомін Руслан Миколайович         | 2 березня 1986    | Україна  | 1        | 0        |